# 쾨시 카트라

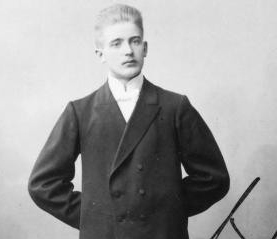
1903년의 쾨시 카트라.

쾨시 카트라(핀란드어: Kössi Kaatra: 1882년 11월 6일-1928년 11월 15일)는 핀란드의 언론인, 시인, 연극감독이다. 원래 이름은 구스타프 아돌프 린드스트룀(핀란드어: Gustaf Adolf Lindström)이고, 쾨시 린드스트룀(핀란드어: Kössi Lindström)으로 개명했다가 다시 개명했다.
라흐야의 소매상점 집안의 아들로 태어났다. 카트라의 부친은 알코올중독자였으며, 사실상 모친 혼자 기르는 불우한 유년기를 보냈다. 1890년대에 가족이 탐페레로 이주하여 학교를 다니면서 신문팔이, 인쇄공 등의 직업을 전전했다. 그러다 변호사가 되어 법무법인에 취직했다.
시를 쓰기 시작하면서 본래 에이노 레이노의 신낭만주의 사조를 따랐으나, 노동운동과 연결되기 시작하면서 방향을 전환했다. 1902년 『노동자 성탄절 잡지』에 처음 시를 게재하면서 등단했다. 1905년 총파업 때는 1905년 11월 1일 탐페레 공회당 발코니에서 위리외 매켈린이 정초한 적색선언을 낭독했다.
총파업 이후 카트라의 시작은 시들해졌고, 탐페레 노동자극장에서 감독으로 일했다. 또 해메 출판사를 소유하면서 「마르카 총서」라는 해외서 번역물을 발간했다.
1917년 2월 혁명 당시 오울루에 살고 있던 카트라는 다시 글을 쓰기 시작했고, 오울루 지역 노동자잡지인 칸산 타흐토(인민의 의지)에 투고했다. 핀란드 내전 때 백군이 오울루를 점령하자 카트라는 다락방에 숨어 있다가 토르니오를 통해 스웨덴으로 도피했다.
1918년 스톡홀름에 정착하여 오울루에서 썼던 시들을 모아 1922년 시집을 냈다. 《적과 백》, 《어머니와 아들》 등 산문문학도 썼다. 카트라는 스톡홀름의 핀란드인 향우회 서기를 지내며 핀란드와 미국의 노동운동 계열 신문에 글을 계속 투고했다. 그 과정에서 M. 퇴르매(M. Törmä), MT, 헨키파토(Henkipatto), 퇼린미에서(Töllinmies), 푸니키(Punikki) 등의 필명을 사용했다.
이후 여생을 예탈란드에서 보내다가 39세로 결혼했다. 1928년 스톡홀름 후딩게에서 죽었다.